# La morena de mi copla
«La morena de mi copla» es un pasodoble compuesto en 1929 por el letrista y músico Alfonso Jofre de Villegas Cernuda y Carlos Castellano Gómez.

## Descripción
Homenaje al pintor Julio Romero de Torres,  fue interpretado por primera vez por Estrellita Castro y grabado en 1931 por la vedette María Antinea.4 Pronto se convierte en una canción muy popular, llegando a ser la que mayor recaudación alcanzó en su año de lanzamiento según los datos de la SGAE.
En 1943 fue publicada por Concha Piquer. Desde 1967 fue interpretada por el famoso cantante Manolo Escobar. Desde los años 1960 esta canción ha sido muy popular en todo el país. Ha sido también interpretada por otros artistas como Antoñita Moreno (1958) y Pedro Vargas, y forma parte del repertorio habitual de la Tuna.